# تمرد جان بردي الغزالي
تمرد جان بردي الغزالي، هو تمرد أعلنه جان بردي الغزالي -أمير أمراء ولاية الشام -التابعة للإمبراطورية العثمانية- في عهد سليمان القانوني- عام 1521.
شن جان بردي الغزالي بيكلربكي الشام في عهد السلطان سليم الأول- بعد وفاة السلطان هجوما على حلب معلنا التمرد. وبناء على ذلك كَلّف السلطان سليمان الأول وحدات عسكرية بقيادة فرهاد باشا بإخماد التمرد. أمر فرهاد باشا بتحرك القوات العسكرية بإيالة ذو القدر-Zülkadriye Eyaleti- إلى حلب إلى أن يتحرك إلى المنطقة. وأثناء اشتباك قوات جان بردي مع قوات حلب، انسحب الغزالي -الذي علم بقدوم قوات دعم إلى الشام. وانتهى التمرد بهزيمة الغزالي ومقتله في الاشتباكات التي وقعت يوم 27 أكتوبر عام 1521 بين القوات التابعة للدولة العثمانية وقوات الغزالي في منطقة تسمى مصطبة-Mastaba بالقرب من الشام.

## الخطة المُسبقة
كان خير بك أمير الأمراء في حلب في عهد السلطان سليم الأول. وكان خاير بك على علاقة طيبة بسليم الأول وبسبب تلك العلاقات الطيبة لم يتضرر خاير بك أثناء استيلاء سليم الأول على حلب. عندما كان الجيش العثماني يتقدم نحو الشام، أرشد خير بك الجيش إلى الطريق. في ذلك الوقت كان جان بردي حاكمًا على ولاية الشام. ترك الغزالي -الذي عَلِم بتقدم الجيش العثماني نحو الشام- المدينة وهرب إلى الصحراء. عفى السلطان سليم عن الغزالي -الذي أُسِر بعد فترة قصيرة- وذلك بناء على طلب خاير بك العفو عنه. وأُسند منصب أمير أمراء ولاية مصر -التي أُسست بعد توسعة حدود الإمبراطورية نتيجة الفتوحات التي حُققت- إلى خاير بك، بينما أُسند منصب أمير أمراء ولاية الشام إلى جان بردي الغزالي وذلك في فبراير عام 1518.

## التمرد
توفي سليم الأول في سبتمبر عام 1520 وحل محله سليمان الأول. لم يعترف جان بردي -الذي تلقى خطاب إعلان ارتقاء السلطان سليمان العرش- بحكم سليمان. وبدأ في جمع بعض المعارضين العثمانيين حوله، وسك النقود، وأمر بإلقاء خطبة بإسمه في أنحاء الشام. عندما أعلن مليك أشرف -الحاكم النبيل- الحكومة برئاسته أرسل خطاب إلى إسماعيل الأول حاكم الدولة الصفوية وخاير بك ليتحركوا سويا معه ولكنه لم يتلق ردا إذا ما رغِبوا بمساعدته. ومن جهة أخرى فعندما أخبر خاير بك السلطان بالموقف بواسطة السفن التي أرسلها إلى إسطنبول، فقد أرسل أيضا بصحبتها الرسائل التي أرسلها إلى الغزالي. أسس الغزالي قواته، كي يعيد تأسيس دولة المماليك، والتي تكونت من قرابة خمسة عشر ألف جندي مشاه مابين عرب وشراكسة وأكراد وأتراك وستمائة وستة من صانعي الأسلحة وبعض المدافع الحربية.
وبدأ الغزالي بمساعدة هذه القوات في جمع الجزية من المدن المحيطة، وتكوين مجموعة معارضين، والتصرف خلاف قوانين الدولة. وبعد فترة قصيرة حاصر المتمردون مدينة حلب -التي تقوم بحمايتها قوات عسكرية بقيادة كاراجا أحمد باشا أمير أمراء حلب. لكنهم واجهوا مقاومة صلبة في حلب. في هذه الأثناء قدم خاير بك اقتراح إلى إسطانبول بشأن التدخل بقواته في الحدث أيضا، وتلقى الرد بضرورة ذلك وأنه سيتم التدخل بالقوات التي ستأتي من الأناضول.
عقد السلطان -الذي عَلِم بالأحداث الجارية- المؤتمر الذي ترأسه بنفسه وشارك فيه رجال الدولة. وتقرر في هذا الاجتماع؛ أن يُكلَّف الوزير الثالث فرهاد باشا بقمع التمرد، وأن يُرسَل جزء من القوات العسكرية يشمل أربعة آلاف جندى من الإنكشارية (صنف من الجنود كانوا في خدمة السلاطين العثمانيين) من فرقة قابي قولو التابعين للقصر، وفرسان سباهية قرمان وسيواس الموجودون في الأناضول، وأن تتحرك القوات الموجودة في ولاية ذو القدرية إلى أن تصل هذه القوات إلى سوريا وأن ينسحب الجنود من حدود إيران والمجر. وبينما كان يعمل فرهاد باشا على تجهيز ومراقبة القوات العسكرية التابعة للقصر؛ أرسل أيضا فرمان إلى أمراء الأناضول وكرامان وسيواس، كي يتحركوا وفقا لأوامر فرهاد باشا ويرسلوا قواتهم إلى سوريا. أما علي بك شهسوفر أوغلو أمير أمراء ذوالقدرية فصدر إليه أمر بمساعدة القوات الموجودة في الولاية للدفاع عن حلب إلى أن يتحرك الجنود الذين تحت قيادة فرهاد باشا إلى المنطقة. تراجع الغزالي -الذي عَلِم أثناء الاشتباكات الدائرة أن القوات الموجودة في ذو القدرية تحركت نحو المنطقة- إلى الشام يوم 1 فبرابر 1521 هاربًا من الحصار. وعقب رحيله عن حلب خرج الجنود الموجودين داخل القلعة أيضا وتعقبوا الغزالي الهارب وقواته. وتعقب هؤلاء الجنود -الذين اتحدوا مع القوات التي يقودها علي بك شهسوار أوغلو- عدوهم حتى حماه وحمص. عندما توجه الغزالي -الذي قتل العديد من الرجال- إلى الشام، إذ تجمعت كل الوحدات العسكرية -التي كُلِّفت بالاهتمام بأمر التمرد بما فيهم الجنود الذين في قيادة فرهاد باشا- في حلب.
هاجمت قوات علي بك شهسوار أوغلو وكاراجا أحمد باشا معا، الغزالي الذي أعاد جمع قواته في الشام من جديد. وأُخمد التمرد بهزيمة قوات جان بردي الغزالي نتيجة المعارك التي وقعت في منطقة تُسمى (مصطبة) بالقرب من الشام وذلك في تاريخ يوم 27 يناير عام 1521. وقُتِل الغزالي على يد أحد رجال ه. حمل فرهاد باشا -الذي عاد إلى إسطانبول عام 1522- رأس الغزالي معه.

## ما بعد التمرد
قال ابن الحمصي في تاريخه «حوادث الزمان» ص544: «ثم إن عسكر السلطان ابن عثمان دخل إلى دمشق على حميّة على إثرهم، فوجدوا أبواب البلد مفتحة، ولم يقف أحد في وجههم. وطلع إليهم نايب القلعة الأمير إسماعيل بن الأكر مع مفاتيح القلعة وسلمهم إياها. ثم إنهم دخلوا إلى البلد ونهبوا قماش الناس، وحوائجهم، ونهبوا دكاكين السوقة، ولم يُخلّوا لأحد شيئا في الدكاكين، حتى أخذوا القطارميز، ونهبوا البيوت والضياع، ولم يسلم منهم إلا ما قل. وارتجّت دمشق رجّة عظيمة، أعظم من وقعة تمرلنك، وأخذوا من دمشق حريم كثير، وأولاد وعبيد. ولم يُخلّوا فيها لأحد فرسا ولا بغلا».
أُعدِم أربعة أبناء مع علي بك شهسوار أوغلو الذين لم يقدموا العون بالقدر الكافي في قمع التمرد. بعد فترة تقلَّد أياس محمد باشا منصب والي الشام. تكونت ولايات القدس وغزة وصفد وأصبح لكل منها سنجق بكي (أمير لواء).